# Carina Wiese
Carina Nicolette Wiese (Dresde, Sajonia; 26 de febrero de 1968) es una actriz alemana.

## Biografía
Wiese nació en Dresde, Sajonia en 1968, en donde fue a la escuela y comenzó a actuar desde pequeña en un teatro en Pirna.
Completó un aprendizaje como modista con un diploma de escuela secundaria, así como estudios nocturnos en pintura y gráficos en la academia de artes en Dresde, ya que originalmente quería convertirse en diseñadora de vestuario.
En 1988, Wiese pasó a estudiar actuación en la Theaterhochschule Leipzig. Terminó sus estudios a principios de 1991, luego de su primer compromiso actoral en Schauspiel Leipzig.
Después de haber sido miembro del conjunto de la Schauspiel Leipzig de 1991 a 1993, Wiese también apareció en escenarios teatrales en la capital de Alemania, Berlín, y en su ciudad natal, Dresde. Además del teatro, Wiese ha actuado en dramas de radio, largometrajes y una variedad de programas de televisión alemanes populares de diferentes géneros.
Wiese es miembro de la Academia de Cine Alemana. De 2005 a 2007, Wiese también se formó como astróloga en el Centro de Astrología de Berlín con Alexander von Schlieffen y Markus Jehle. En 2006, Wiese comenzó a enseñar como profesora en la escuela de actuación Art of Acting Berlin y en la Hochschule für Musik und Theatre Leipzig de 2011 a 2013 con un enfoque en "trabajar frente a la cámara".
Wiese tiene un hijo, nacido en 1992.

## Filmografía seleccionada
- 1997–presente: Alarm für Cobra 11 – Die Autobahnpolizei (serie de TV)
- 1998: Der Clown – In der Zange (serie de TV)
- 2001–2003: Der Ermittler (serie de TV, 6 episodios)
- 2003–2005: de (serie de TV, 2 episodios)
- 2005: KussKuss – Dein Glück gehört mir (largometraje)
- 2006: The Cloud (largometraje)
- 2006–2010: SOKO Wismar (serie de TV, 2 episodios)
- 2007: Leipzig Homicide (serie de TV, episodio: " Der Komplize")
- 2007: Die Rosenheim-Cops (serie de TV, episodio: "Fit in den Tod")
- 2009: Der Kriminalist (serie de TV, episodio: "Mauer im Kopf")
- 2009: Effi Briest (largometraje)
- 2009: de (largometraje)
- 2009: Everyone Else (largometraje)
- 2010: Three (largometraje)
- 2011: de (largometraje)
- 2011: Der Kriminalist (serie de TV, episodio: "Sucht")
- 2012: de (serie de TV, episodio: "Erlebensfall")
- 2012: Leipzig Homicide (serie de TV, episodio: "Wir sind nicht allein")
- 2012: The Tower (largometraje)
- 2012: Tatort – de (serie de TV)
- 2012: Notruf Hafenkante (serie de TV, episodio: "Riskante Entscheidung")
- 2012: de (largometraje)
- 2013: The Book Thief (largometraje)
- 2014: Cologne P.D. (serie de TV, episodio: "Auf der schiefen Bahn")
- 2014: Ein Fall von Liebe (largometraje)
- 2015: Deutschland 83 (serie de TV, 8 episodios)
- 2015: Tatort – Kälter als der Tod (serie de TV)
- 2016: Zwei Leben. Eine Hoffnung (largometraje)
- 2017: de (largometraje)
- 2017: Dengler – Die schützende Hand (serie de TV)
- 2018: The Silent Revolution (largometraje)
- 2018: Deutschland 86 (miniserie, 2 episodios)
- 2019–2020: Dark (serie de TV) como Franziska Doppler.